# Klaus Priester
Klaus Priester (* 30. Dezember 1952 in Frankfurt am Main; † 21. Dezember 2008 in Speyer) war ein deutscher Soziologe, insbesondere Medizinsoziologe, und lehrte an der Fachhochschule Ludwigshafen Medizinsoziologie, Sozialmedizin und Gesundheitswissenschaften.

## Leben
Klaus Priester studierte von 1972 bis 1980 an der Johann-Wolfgang-Goethe-Universität in Frankfurt am Main Soziologie, Politikwissenschaft und Philosophie und schloss das Studium 1978 als Diplom-Soziologe mit der Zusatzprüfung in Arbeits- und Sozialmedizin ab. Von 1980 bis 1989 war er wissenschaftlicher Mitarbeiter in der Abteilung für Medizinische Soziologie am Zentrum der Psychosozialen Grundlagen der Medizin des Klinikums der Johann-Wolfgang-Goethe-Universität Frankfurt. Anschließend war er als Fachredakteur, Forscher und Berater im Gesundheits- und Sozialwesen tätig. 1993 promovierte Klaus Priester an der Universität Frankfurt am Main. 1995 war er als wissenschaftlicher Mitarbeiter bei der HLT Gesellschaft für Forschung, Planung, Entwicklung in Wiesbaden beschäftigt und maßgeblich an der Erstellung des Hessischen Gesundheitsberichts beteiligt. 
1996 wurde Klaus Priester zum Professor für Sozialmedizin an die Evangelische Fachhochschule Ludwigshafen berufen. Hier entfaltete er eine umfangreiche Lehr- und Forschungsaktivität und war maßgeblich am Aufbau und der Profilierung der Studiengänge Pflegepädagogik und Pflegeleitung beteiligt.

## Forschungsschwerpunkte
Die zahlreichen wissenschaftlichen Publikationen von Klaus Priester befassen sich mit vielen Aspekten von Gesundheit und Pflege: Arbeitsbedingungen und gesundheitliche Belastungen, Entwicklungstendenzen der Gesundheitspolitik in der Bundesrepublik Deutschland, strukturelle Probleme des ambulanten Pflegesektors und der sozialpflegerischen Versorgung alter Menschen, regionale Gesundheits- und Sozialforschung und Gesundheitsberichterstattung, Gesundheitsförderung in Betrieb und Kommune, Arbeitszeitgestaltung und Arbeitszeitpolitik sowie Bevölkerungsentwicklung und pflegerische Versorgung in Rheinland-Pfalz bis 2050.